# Parachromadorita
Parachromadorita är ett släkte av rundmaskar. Parachromadorita ingår i familjen Chromadoridae.
Släktet innehåller bara arten Parachromadorita stygia.